# Lepidosaphes
Lepidosaphes är ett släkte av insekter som beskrevs av Shimer 1898 och ingår i familjen pansarsköldlöss.

## Bildgalleri

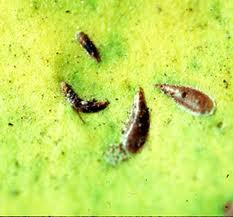
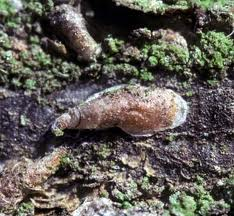
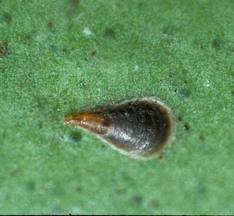
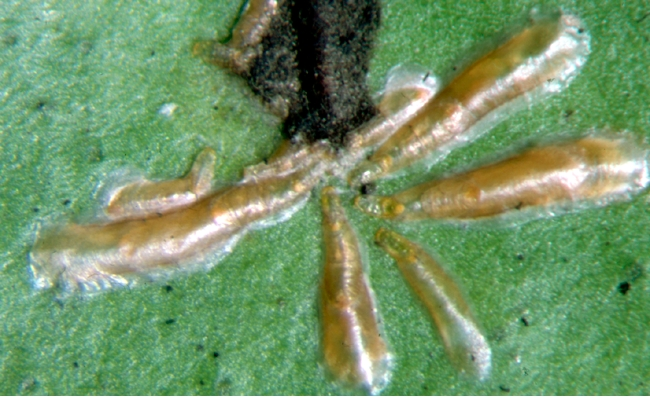
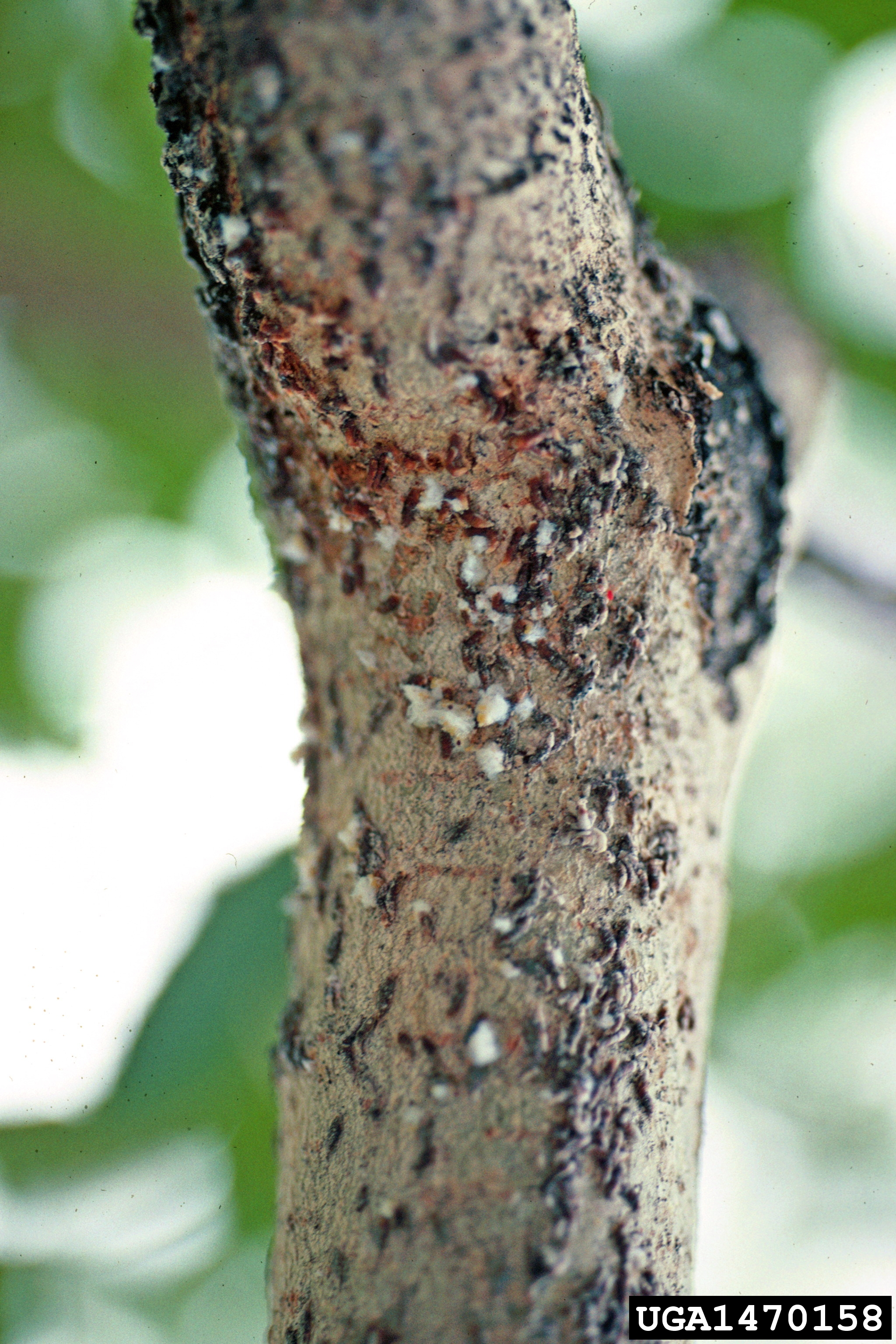

## Dottertaxa tillLepidosaphes, i alfabetisk ordning[1][2]
- Lepidosaphes abdominalis
- Lepidosaphes aberrans
- Lepidosaphes abietis
- Lepidosaphes afganensis
- Lepidosaphes agalegae
- Lepidosaphes alnicola
- Lepidosaphes ambigua
- Lepidosaphes antakaranae
- Lepidosaphes araucariae
- Lepidosaphes australis
- Lepidosaphes beckii
- Lepidosaphes belutchistana
- Lepidosaphes boguschi
- Lepidosaphes buzenensis
- Lepidosaphes camelliae
- Lepidosaphes carolinensis
- Lepidosaphes cassiniae
- Lepidosaphes casuarinae
- Lepidosaphes celtis
- Lepidosaphes ceodes
- Lepidosaphes chamaecyparidis
- Lepidosaphes chinensis
- Lepidosaphes chitinosus
- Lepidosaphes citrina
- Lepidosaphes cocculi
- Lepidosaphes conchiformis
- Lepidosaphes contorta
- Lepidosaphes coreana
- Lepidosaphes corni
- Lepidosaphes cornuta
- Lepidosaphes corrugata
- Lepidosaphes cortrioides
- Lepidosaphes crassa
- Lepidosaphes crataegicola
- Lepidosaphes crudiae
- Lepidosaphes cupressi
- Lepidosaphes cycadicola
- Lepidosaphes daphniphylli
- Lepidosaphes defecta
- Lepidosaphes diaspidiformis
- Lepidosaphes dorsalis
- Lepidosaphes duponti
- Lepidosaphes elmerrilleae
- Lepidosaphes esakii
- Lepidosaphes eucalypti
- Lepidosaphes europae
- Lepidosaphes euryae
- Lepidosaphes eurychlidonis
- Lepidosaphes flava
- Lepidosaphes froggatti
- Lepidosaphes fulleri
- Lepidosaphes garambiensis
- Lepidosaphes geniostomae
- Lepidosaphes glaucae
- Lepidosaphes gloverii
- Lepidosaphes granati
- Lepidosaphes grisea
- Lepidosaphes ixorae
- Lepidosaphes janguai
- Lepidosaphes japonica
- Lepidosaphes juniperi
- Lepidosaphes junipericola
- Lepidosaphes kamakurensis
- Lepidosaphes kamerunensis
- Lepidosaphes karkarica
- Lepidosaphes keteleeriae
- Lepidosaphes kuwacola
- Lepidosaphes lactea
- Lepidosaphes lasianthi
- Lepidosaphes laterochitinosa
- Lepidosaphes leei
- Lepidosaphes lidgetti
- Lepidosaphes lithocarpi
- Lepidosaphes lithocarpicola
- Lepidosaphes lobulata
- Lepidosaphes luzonica
- Lepidosaphes macadamiae
- Lepidosaphes macella
- Lepidosaphes madagascariensis
- Lepidosaphes malicola
- Lepidosaphes marginalis
- Lepidosaphes marginata
- Lepidosaphes mcgregori
- Lepidosaphes melaleucae
- Lepidosaphes meliae
- Lepidosaphes meridionalis
- Lepidosaphes mexicana
- Lepidosaphes micronesiensis
- Lepidosaphes morafenobensis
- Lepidosaphes mulgae
- Lepidosaphes multipora
- Lepidosaphes newsteadi
- Lepidosaphes nivalis
- Lepidosaphes novozealandica
- Lepidosaphes noxia
- Lepidosaphes ocellata
- Lepidosaphes ogasawarensis
- Lepidosaphes okitsuensis
- Lepidosaphes olivina
- Lepidosaphes orsomi
- Lepidosaphes palauensis
- Lepidosaphes pallens
- Lepidosaphes pallida
- Lepidosaphes pallidula
- Lepidosaphes pandani
- Lepidosaphes pauliani
- Lepidosaphes perlonga
- Lepidosaphes piceae
- Lepidosaphes pinea
- Lepidosaphes pineti
- Lepidosaphes pini
- Lepidosaphes pinifolii
- Lepidosaphes piniphila
- Lepidosaphes piniroxburghii
- Lepidosaphes pinnaeformis
- Lepidosaphes piperis
- Lepidosaphes pistaciae
- Lepidosaphes pitsikahitrae
- Lepidosaphes pitysophila
- Lepidosaphes pometiae
- Lepidosaphes pseudogloverii
- Lepidosaphes pseudomachili
- Lepidosaphes pseudotsugae
- Lepidosaphes pyrorum
- Lepidosaphes rubrovittata
- Lepidosaphes salicina
- Lepidosaphes schimae
- Lepidosaphes sciadopitysi
- Lepidosaphes securicula
- Lepidosaphes serrifrons
- Lepidosaphes shanxiensis
- Lepidosaphes shikohabadensis
- Lepidosaphes similis
- Lepidosaphes smilacis
- Lepidosaphes somalensis
- Lepidosaphes spinosa
- Lepidosaphes stepta
- Lepidosaphes subnivea
- Lepidosaphes subspiculifera
- Lepidosaphes szetchwanensis
- Lepidosaphes takahashii
- Lepidosaphes takaoensis
- Lepidosaphes tapiae
- Lepidosaphes tapleyi
- Lepidosaphes tenuior
- Lepidosaphes tokionis
- Lepidosaphes towadensis
- Lepidosaphes tritubulata
- Lepidosaphes tsugaedumosae
- Lepidosaphes tubulorum
- Lepidosaphes turanica
- Lepidosaphes ulmi
- Lepidosaphes unicolor
- Lepidosaphes ussuriensis
- Lepidosaphes vermiculus
- Lepidosaphes yamahoi
- Lepidosaphes yanagicola
- Lepidosaphes yoshimotoi
- Lepidosaphes zelkovae